# سان پنگ
 سان پنگ (انگلیسی: Sun Peng؛ زاده ۱۹ اکتبر ۱۹۸۳) یک تنیس‌باز اهل جمهوری خلق چین است.